# 49ª Brigata artiglieria
La 49ª Brigata autonoma artiglieria (in ucraino 49-ма окрема артилерійська бригада?, 49-ma okrema artylerijs'ka bryhada, unità militare A0157) è un'unità di artiglieria delle Forze terrestri ucraine, subordinata al Comando operativo "Nord" e con base a Černihiv.

## Storia
La brigata è stata creata il 7 settembre 2022, nell'ambito dell'espansione dell'esercito ucraino nel corso dell'invasione russa del paese. Nella primavera del 2023 i soldati dell'unità si trovavano ancora in addestramento nell'Ucraina occidentale, mentre alcuni reparti sono stati inviati all'estero per essere addestrati nel Regno Unito e in Germania. La brigata è stata equipaggiata con un misto di pezzi di artiglieria sovietici, come i 2A65 Msta-B, e occidentali, come gli AS-90.
Nell'estate del 2023 sulla base dei battaglioni della brigata sono stati creati i gruppi di artiglieria della 116ª, 117ª e 118ª Brigata meccanizzata. L'unità ha quindi di fatto cessato di esistere.
Nel 2024 la brigata è stata riattivata, e ha ricevuto in dotazione le artiglierie semoventi di produzione ucraina 2S22 Bohdana. All'inizio di agosto è stata schierata nella regione di Sumy, da dove ha fornito supporto all'offensiva ucraina nell'oblast' di Kursk.

## Struttura
- Comando di brigata[6]
- 1º Battaglione artiglieria
- 2º Battaglione artiglieria
- 3º Battaglione artiglieria
- Battaglione acquisizione obiettivi
- Compagnia genio
- Compagnia manutenzione
- Compagnia logistica
- Compagnia comunicazioni
- Compagnia radar
- Compagnia difesa NBC
- Compagnia medica

## Comandanti
- Tenente colonnello Jevhen Sviten' (2024 - in carica)[7]